# ムレハタタテダイ
ムレハタタテダイ（群旗立鯛、学名：Heniochus diphreutes）は、スズキ目チョウチョウウオ科に属する魚類の一種。種小名は、長く伸びた背鰭の棘を騎馬鞭に見立て、「御者」を意味する。

## 形態
- 全長21cm[2]。
- 背鰭の棘が長く伸びる[3]。
- 白地の体に2本の太い黒色帯が走る。背鰭の後半部・尾鰭は黄色である。

よく似た種
よく似た種でハタタテダイがいる。
両種は外見上非常に酷似しているが、

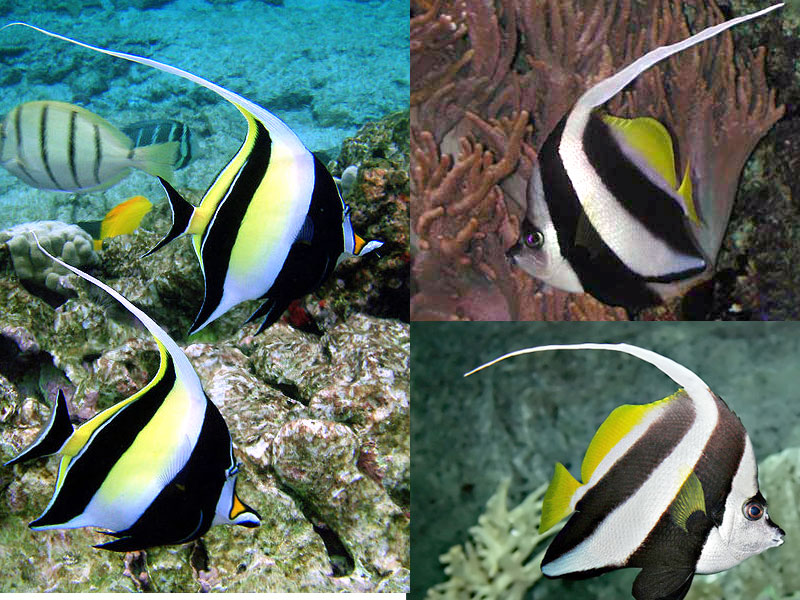
ツノダシ（左上下）、ムレハタタテダイ（右上）、ハタタテダイ（右下）

- 背鰭の棘の数が、本種は12本、ハタタテダイは11本である。
- 尾鰭の縁が、本種は丸いが、ハタタテダイは尖る。
- 口から腹鰭にかけての輪郭が、本種は丸く張り出るが、ハタタテダイは直線である。

といった相違点がある。

## 生態

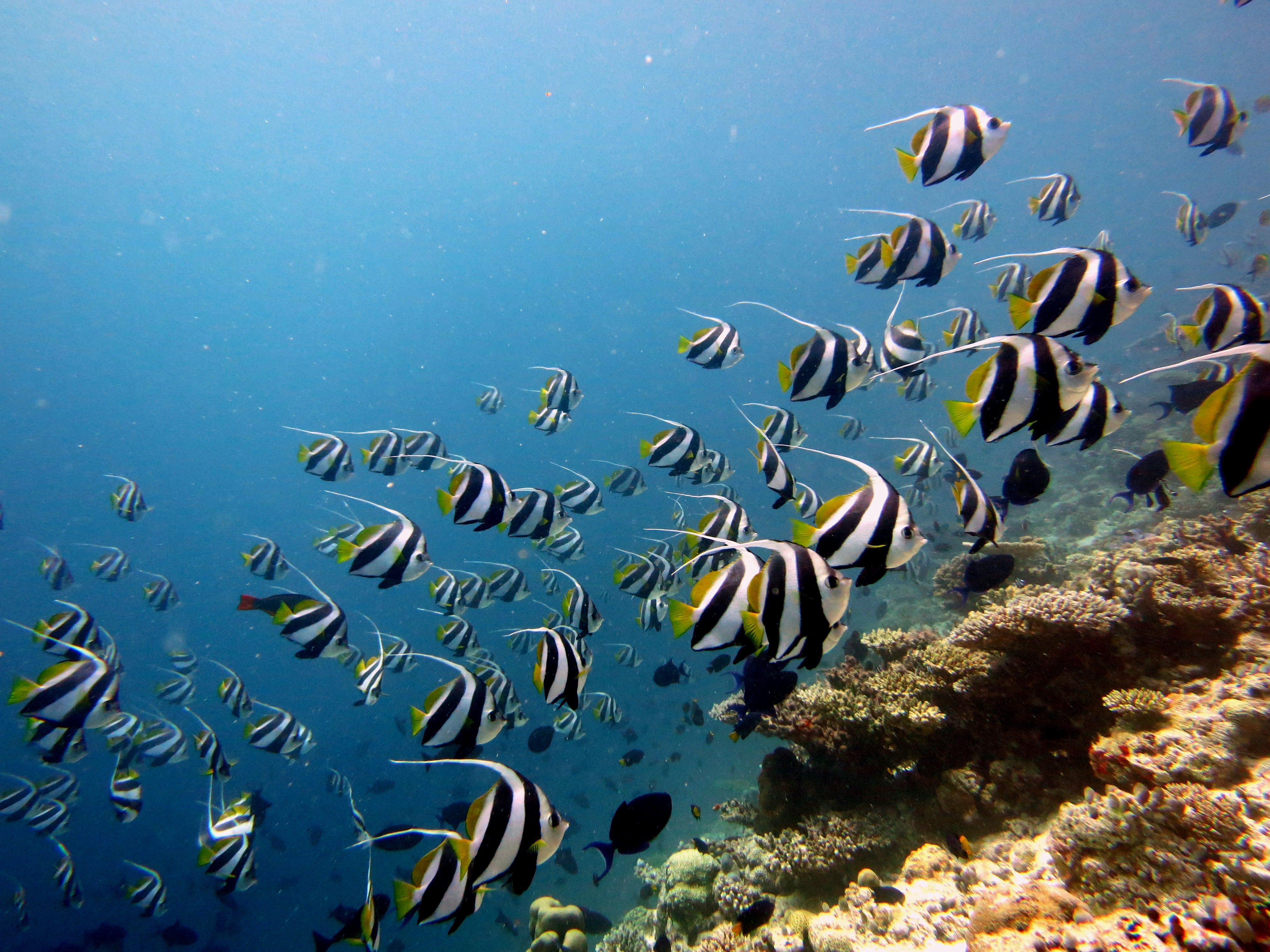
ムレハタタテダイの群れ

雑食で、プランクトン、藻類などを食べる。
水面直下から200m以深に生息する。サンゴ礁よりは砂地を好み、温帯や熱帯の深場のような水温が低い場所にいる。数百匹の大群で外洋に面した中層を泳ぐが、南日本では大きな群れはつくらない。

## 分布
ハワイ、オーストラリアなどの中・西部太平洋、インド洋や紅海に分布する。日本では本州中部以南に分布している。ハタタテダイとはスリランカ、モルディブ、オーストラリア、日本で分布が被る。

## 人とのかかわり
観賞魚。飼育に関してはハタタテダイとは性質の差異がほとんどないとされる。